# Ulrich Riemerschmidt
Ulrich Riemerschmidt (eigentlich Bernhard Hartmut Ulrich Schmid, * 29. August 1912 in Forst (Lausitz); † 1989) war ein deutscher Verleger, Herausgeber und Übersetzer.

## Leben und Wirken
Ulrich Riemerschmidt wuchs in Berlin auf. Seine Schulzeit beendete er 1932 mit dem Abitur. Von 1932 bis
1937 studierte er in Berlin, Zürich und Genf Kunstgeschichte und Medizin und weitere Fächer, erreichte aber keinen Abschluss. In Genf lernte er die aus Deutschland emigrierte Familie des späteren Verlegers Helmut Kossodo kennen.
Ab 1937 arbeitete Riemerschmidt in der Galerie von Karl Buchholz als Nachfolger von Curt Valentin, der vor der Judenverfolgung als Galerist nach New York emigrieren musste. Gemeinsam mit drei anderen Firmen bekam die Galerie Buchholz den Auftrag des Reichsministeriums für Volksaufklärung und Propaganda, Werke beschlagnahmter sogenannter Verfallskunst aus Regierungsdepots ins Ausland zu verkaufen.
Am 1. April 1939 gründete er den Ulrich Riemerschmidt Verlag in Berlin. Finanziell wurde die Gründung von Philipp F. Reemtsma unterstützt, der Kunde bei Buchholz war.
Riemerschmidt, bis dahin Mitglied der Reichskunstkammer, wurde am 1. März 1940 in die Reichsschrifttumskammer aufgenommen, unter der Auflage, innerhalb eines Jahres die buchhändlerische Gehilfenprüfung abzulegen. Im Mai 1940 wurde Riemerschmidt aber zum Militärdienst eingezogen. Daraufhin übertrug er den Verlag an Antonie (Toni) Müller, Tochter von James Loeb und Angestellte bei Buchholz. 
Riemerschmidt war Angehöriger der Heeres-Sanitäts-Staffel Berlin und führte sein Medizinstudium weiter. Zu Kriegsende arbeitete er als Hilfsarzt. 
Am 15. August 1945 stellte Riemerschmidt den Antrag, seinen Verlag fortführen zu dürfen. Er hatte Barlachs  Russisches Tagebuch und Baudelaires Kritische Schriften in Vorbereitung. Sein Antrag wurde von der zuständigen Stelle bewilligt. Er wirkte in der Zeit danach als Herausgeber und Übersetzer. 
1946 wurde Riemerschmidt zum Treuhänder des Verlages Hütten und Loening bestellt. Das Vermögen wurde veräußert und der Verlag ging 1949 unter.